# Perochirus guentheri
Perochirus guentheri är en ödleart som beskrevs av  George Albert Boulenger 1885. Perochirus guentheri ingår i släktet Perochirus och familjen geckoödlor. Inga underarter finns listade i Catalogue of Life.